# أوجاماجو دوريمي
أوجاماجو دوريمي (باليابانية おジャ魔女どれみ) و (وبالإنجليزية magical doremi) أو ojamajo doremi أي سحر دوريمي (بالعربية أوجاماجو دوريمي) هو انمي معروف في العالم وبالتحديد في اليابان يحكي فتيات صديقات يصبحون ساحرات.
و يوجد في هذا الانمي 4 مواسم و13 اوفا وفلمين و8 مانجا
حيث بدأ عرض الانمي في عام 1999 وانتهى في عام 2005.
و بدأ عرضه في اليابان واشتهر في كثير من الدول العالمية بالاخص الاوربية منها: فرنسا وإيطاليا وألمانيا والبرتغال وأيضاً في الصين
كما قد اشتهر بشكل كبير في الولايات المتحدة الأمريكية وكذلك في الوطن العربي حيث بدأ عرض في عام 2006 عندما تمت دبلجته باللغة العربية بمسمى دروبي مع دوريمي.
عدد ابطال هم ستة ساحرات فتوزع الأبطال على كل موسم حيث في كل موسم تنضم ساحرة جديدة.
هذا الانمي هو اجتماعي بطبيعته ولكن تم إضافة «السحر» وفعل بعض الأشياء الخيالية لمزيد من الإثارة.

## القصة
يحكى عن فتاة اسمها هاروكازي دوريمي في الصف الثالث الابتدائي في مدينة ميسورا دائما ما تعترض على حظها السيء لذلك تحلم ان تكون ساحرة لتفعل كل ما تريد، وفي يوم من الايام كانت دوريمي تسير في شارع مرت بجوار متجر غريب وهو متجر سري يبيع أغراض سحرية يدعى ماهو-دوو، دخلت دوريمي المتجر واكتشفت ان البائعة هي ساحرة واسمها «ماجو ريكا» ونادتها بـ «أنت ساحرة» مع الإشارة بالاصبع تتحول الساحرة المكتشفة إلى ضفدع، ولا يمكن أن تعود ماجو ريكا إلى هيأتها الطبيعية الا إذا أصبح الشخص الذي اكتشف امرها عليه أن تصبح ساحرة، لذلك تقرر ماجوريكا ان تجعل دوريمي ساحرة متدربة، وبذلك تحقق حلم دوريمي المستحيل.
ولكن تم اكتشاف دوريمي من صديقتيها فوجيوارا هازوكي وسينو آيكو ولذلك قررت ماجو ريكا أنت تكونا آيكو وهازوكي متدربتان مع دوريمي ولكي يصبحون ساحرات حقيقيات يجب عليهم ان يتجاوزن 9 امتحانات للسحر ولتجاوز هذه الاختبارات يجب أن يتدربن لذلك يحتجن إلى مزيد من الكرات السحرية التي إذا نفذت لا يمكن استعمال السحر، وهذه الكرات تشترى من عالم السحر ولكن بمال تم الحصول عليه من بيع ادوات سحرية، ولهذا تقوم دوريمي وهادزوكي وآيكو بالعمل في متجر السحر (ماهو - دوو) لكي يحصلون على المال ليشترون الكرات السحرية.
وبذلك تبدأ المغامرات للفتيات الثلاثة مع بداية هذه القصة.

## الموسم الأول
أوجاماجو دوريمي Ojamajo Doremi تأسس عام 1999 وانتهى في بدايات عام 2000 - ثلاث ساحرات. (يحكي مغامرات شيقة جداً بين الصديقات الثلاث دوريمي وآيكو وهازوكي ويحكي عن الاختبارات السحرية التسعة حيث يجب أن تتجاوز تسعة امتحانات لكي يصبحن ساحرات غير مبتدئات، حيث تبيع الفتيات بضاعة من تحف جميلة لكي يحصلن على المال لتشتري الكرات السحرية للتدرب على السحر
وتستمر المغامرات في هذا الجزء، وفي الحلقة 50 بعد انتهاء الفتيات من امتحان المستوى الأول والأخير تظهر شائعة في المدينة بين زملاء الفتيات في المدرسة وبين أهالي الفتيات بأنهم شاهدوا الفتيات يطيرون في الجو ويتم اكتشافهن ولكن اونبو تقوم بمسح ذاكرتهم مما شاهدوه ولكن ملكة السحرة قد ملت من مخالفة اونبو لقوانين السحر فتعاقبها بالنوم لمدة 500 سنة وتقوم الفتيات الأربعة: دوريمي، هازوكي، آيكو، بوب. بالتضحية بالكريستالات السحرية التي حصلن عليها عندما اجتزن الامتحان الأخير من أجل اونبو، فتجلس اونبو من غيبوبتها بذلك تفقد الفتيات السحر بآخر حلقة في الموسم الأول في أوجاماجو دوريمي.
عدد الحلقات = 51 حلقة

## الموسم الثاني
أوجاماجو دوريمي شارب Ojamajo Doremi Sharp بدأ عام 2000 وانتهى في بدايات عام 2001 - اربع ساحرات (و يحكي عن عن عودة الساحرات من جديد وانضمت إليهم صديقتهم الرابعة سيجاوا اونبو لتصبح الساحرات دوريمي وايكو وهازوكي واونبو حيث يحكي هذا الموسم عن ان الصديقات الأربع سيعتنون بطفلة رضيعة اسماها " هانا " منذ ان كانت في عامها الأول، وُلدت "هانا" من الزهرة التي تنتج الملكات لعالم السحر كل 100 عام، ولأن دوريمي كانت بجانب: هانا" عندما ولدَت فيجب عليها ان تصبح والدتها بحسب قوانين عالم السحر، ويحكي الموسم عن عديد من المغامرات العظيمة وعن الشرير الذي يريد أن يختطف هانا ومعه عصابة " فلات " التي تحب اللعب ولا تهتم بالمهمة كثيراً، تبيع الفتيات في هذا الموسم الورود والازهار، وفي النهاية تصاب هانا بمرض وتضحي الساحرات بالسحر لكي تنقذها وهكذا تعود هانا إلى عالم السحر وحدها)
و يعتبر الكثير ان هذا الجزء هو الأفضل لما فيه مغامرات وقصص وحلقات مثيرة وجميلة جداً.
عدد الحلقات = 49 حلقة
تم عرض الفلم الأول من أوجاماجو دوريمي بعد انتهاء 21 حلقة من الموسم الثاني.

## الموسم الثالث
أوجاماجو دوريمي موتو ojamajo doremi motto بدأ في 2001 وانتهى في بدايات عام 2002 - خمس ساحرات ((يحكي عن مغمرات متنوعة وكثيرة وممتعة حيث ستنضم إليهم ساحرة جديدة اسمها «موموكو» وهي والدها ياباني وامها أمريكية
لذلك كانت تعيش في أمريكا وبالتحديد في نيويورك وجاءت لتعيش بعض سنوات في اليابان بسبب عمل والدها.
لتصبح ابطال هذا الموسم هم: دوريمي وآيكو واونبو وهازوكي وموموكو.
وفي هذا الموسم تقوم الفتيات بافتتاح متجر لبيع الحلوى والكعك حيث كانت موموكو تقوم بالبيع في أمريكا قبل مجئيها إلى اليابان.
تم عرض الفلم الثاني من أوجاماجو دوريمي الخاص بالموسم الثالث بعد نهاية الحلقة 22 من الموسم الثالث.
عدد الحلقات = 50 حلقة

## الموسم الرابع
أوجاماجو دوريمي دوكن ojamajo doremi dokkan بدأ في 2002 وانتهى في 2003 - ستة ساحرات ((تتحول الطفلة التي رباها الفتيات الأربع في الموسم الثاني إلى فتاة ذو 12 عام أي بنفس عمر الساحرات وبعدها تكون في نفس المدرسة ويحكي عن مغامرات حقاً رائعة في هذا الموسم الأخير وفي هذا الموسم تقوم الفتيات بالقيام بالمتجر لبيع المجوهرات وقطع الحلي الجميلة، وفي النهاية يقرر والدي موموكو العودة إلى أمريكا وتقرر والدة اونبو نقلها إلى مدرسة اعدادية مختلفة في مدينة أخرى وتقرر والدة هازوكي على أنها ابنتها ستدرس في جميع اوقات العطلة وغيرها وأخيراً يقرر والدي ايكو العودة بعد أن تطلقا (انفصلا) عن بعضهما لمدة ثمان سنوات لذلك تعود ايكو لتعيش في مدينتها الحقيقة اوساكا وتصبح هانا ملكة الساحرات في عالم السحرة، لذلك أصبحت دوريمي بطلة هذا الانمي وحيدة وذهب كل صديقاتها في طريقه فتحزن ولا تحضر حفل التخرج في المدرسة لكن صديقاتها يقنعونها على أن تأتي وتعود معهم))
عدد الحلقات = 51 حلقة

## الموسم الخامس (الاوفا)
اوجاماجو دوريمي نايشو Ojamajo Doremi Naisho بدأت في سنة 2004 بالشهر التاسع وانتهت في سنة 2005 في الشهر الثالث، كان هذا آخر فصول اوجاماجو دوريمي.
فقد تميز عن بقية المواسم من حيث تطور الرسوم وافكار الحلقات المثيرة واكتثرت بالرومانسية والاسرار، كانت تعرض كل اسبوعين اوفا جديدة
في 2004، كانت هذه الاوفا عن الموسم الثالث حيث كانوا يعملون في الطهي وهانا صغيرة.
بعد انتهاء هذه الاوفا لم نشهد أي عروض جديدة من هذه السلسلة المثيرة.
بكل تأكيد يعد أوجاماجو دوريمي نايشو هو الأفضل من حيث الرسوم والأفكار حيث كان في عامي 2004 و2005 وتطور كثيراً.
عدد الحلقات = 13 اوفا

## الأفلام
الفلم الأول
صدر في 8 يوليو عام 2000، وتدور احداثه عن الموسم الثاني، حيث تم عرضه بعد الحلقة 21 في الموسم الثاني من أوجاماجو دوريمي شيرب.
و يحدث في هذا الفلم جدال حاد بين الاختين دوريمي وبوب بسبب ان الأخيرة أخذت هانا - شان معها إلى عالم سحر حينما كانت في اختبار المستوى السابع، تغضب دوريمي على بوب فتحزن بوب وتهرب وتحاول آيكو وهازوكي واونبو ارضاء بوب وعندما كانت بوب في عالم السحر دخلت أي حديقة الملكة وقطفت زهرة ساحرة الملكة التي تحقق أب أمنية لكل شخص فتتمنى بوب لدوريمي ان تتحول إلى فأر فتتحول وتعمل بعدها زهرة ساحرة الملكة عملها وتهرب إلى شوارع المدينة وتحقق الأمنيات السيئة وهنا يبدأ الجميع بالبحث عن الزهرة.
مدة الفلم: 26 دقيقة
الفلم الثاني
عنوانه: سر حجر الضفدع، Mōtto! Ojamajo Doremi: Secret of the Frog Ston
صدر في 14 يوليو عام 2001، تدور احداثه عن الموسم الثالث، حيث تم عرضه بعد الحلقة 22 في الموسم الثالث أوجاماجو دوريمي موتو ~.
و يتحدث عن الفلم عن ذهاب دوريمي ووالديها واصدقائها إلى بيت جدها لقضاء ليلتين هناك عند النهر وتروي الجدة للفتيات قصة حجر الضفدع وتريد الفتيات زيارة كهف حجر الضفدع ولكن جدها يرفض ذلك وفي صباح اليوم الثاني يذهبن الفتيات ولكنهم يتهن في الغابة.
و تروي آيكو في هذا الفلم قصة كرهها وخوفها من الجد.
مدة الفلم: 25 دقيقة

## أوجاماجو دوريمي بالدبلجة العربية
قام مركز الزهرة بدبلجة الانمي بمسمى دروبي مع دوريمي. الشخصيات الرئيسة هم رفيف وليلى وصفاء وزينة ورنيم ووريف. وقد تمت دبلجة أول ثلاثة أجزاء فقط، وتم بداية عرضه في عام 2006 على شاشة قناة سبيستون ثم توقف عرضه، وتمت إعادة في عام 2009 واكتفى بعرض الجزئين الأول والثاني كاملين وتوقف بعد عرض الحلقة الأخيرة من الجزء الثاني في 2010.
تم عرض الجزء الثالث لأول مرة في نهايات عام 2015 .
أسماء الشخصيات في الدبلجة العربية:
دوريمي \ رفيف
هازوكي \ ليلى
آيكو \ صفاء
اونبو \ زينة
بوب \ وريف
هانا \ رنيم
موموكو \ حلا
ماجو ريكا \ طب طب

## نهاية الانمي

نهاية اوجاماجو كانت سعيدة وحزينة في آن واحد

انتهى الانمي بعد نهاية الموسم الرابع (اوجاماجو دوريمي دوكنَ) حيث تم وضع نهايته بالحلقات الأخيرة فقد استيقضت ملكة السحر القديمة من نومها العميق بفضل الفتيات، وأصبحت أخيراً الفتيات ساحرات حقيقيات ولكن يجب إذا كانوا ساحرات حقيقيات ان يبقوا ويعيشوا في عالم السحر وذلك ما كان مستحيل عليهم لذلك فضلوا ان يعودوا فتيات عاديات كما كانوا قبل أربعة سنوات وهم ساحرات، ولان هانا - شان من عالم سحر وجب عليها البقاء في عالم السحر وبالطبع هانا - شان تكون ذو 12 عام فقط في العالم الحقيقي اما إذا كانت في عالم السحر فيجب أن تعود إلى فتاة ذات ثلاث سنوات تقريبا وحصل هذا كله في الحلقة رقم 51 في اوجاماجو دوريمي دوكنَ.
و في الحلقة 47 في اوجاماجو دوريمي دوكن قرُرَ بأن اونبو ستغادر إلى مدينة أخرى العام القادم وستنضم إلى مدرسة اعدادية مختلفة ولذلك ستغادر مدينة ميسورا، وفي نفس الحلقة قال والدي موموكو بأنهم في العام القادم سيعودون إلى الولايات المتحدة الأمريكية وبذلك ستغادر موموكو العام القادم أيضاً لذلك دعت اصدقائها لحفل من الكعك.
و في الحلقة 48 في اوجاماجو دوريمي دوكنَ ذهبت آيكو لمدينة اوساكا لترى امها وتساعدها في الاعتناء بجدها المريض، وتأتي اصدقائها أيضا لاوساكا وكذلك يأتي والد آيكو السيد فوجي بزيارة مفاجئة وذلك لاقناع والد اتسوكو بأن يعود هو مع اتسوكو زوجان كما كانا في السابق ولكن جد آيكو ما زال على قراره، وبعد محاولات جبارة من آيكو ووالديها وافق الجد أخيراً وقرر بأن تعود الأسرة كما كانت بعدما انفصلت منذ ثمان سنوات، وبهذا ستعود آيكو للعيش في مدينة اوساكا العام القادم على أن تنهي دراستها في المدرسة الابتدائية في مدينة ميسورا.
و في الحلقة 49 في اوجاماجو دوريمي دوكنَ ستذهب هازوكي إلى مدرسة كارن للفتيات الاعدادية وهي مدرسة داخلية تربى السيدات احسن تربية وأفضل تعليم لذلك هازوكي لن يكون لها الوقت الكافي لكي ترى اصدقائها.
و بذلك تبقى دوريمي وحيدة بعدما سيرحل كل اصدقائها، ففي الحلقة الأخيرة من اوجاماجو دوريمي دوكنَ رقم 51 سيحدث حفل تخرج الطلاب من المدرسة الابتدائية وهذا اليوم هو آخر يوم للفتيات الستة يبقون مع بعضهم، ودوريمي لم تحب هذا لذلك اختبئت في المتجر ماهو - دوو الذي عملوا فيه في السنوات الأربع الماضية ولا تحضر حفل التخرج، يلاحظ الجميع غيابها فيتهرب الجميع من الحفل من اجل ان تكون دوريمي معهم ويقنعون دوريمي بالخروج وحضور حفل التخرج، وتبقى الفتيات الستة في آخر اللحظات مع بعضهم البعض ويلتقطون صورة جماعية للذكرة في نهاية الانمي.
في النهاية أخيراً: عادت هانا - شان مع ماجوريكا إلى عالم السحر ليعيشوا حياتهم السابقة العادية، وتعود موموكو إلى اصدقائها القدامى في أمريكا وتريها صورها من اصدقائها في اليابان، وتصبح اونبو مشهورة أكثر وأكثر في اليابان، وتعيش آيكو حياة سعيدة مع والديها وجدها، وتصبح أخيرا هازوكي شجاعة وتخبر والدتها بآراها ووجهة نظهرها في كل الامور، وأخيرا تحقق دوريمي امنيتها وتقدم رسالة حب لفتى ويبدو أن الفتى التي اختارته هو كوتاكي الذي كتنت دوما ما تتشاجر معه.
كانت هذه النهاية في 2003 وكانت هي نهاية القصة ولكن لم تكم هي النهاية الفعلية.
فقد تم عرض حلقات جديدة من الانمي في 2004 بعد اعتراض كبير على نهاية الانمي وكانت العروض الجديدة هي عبارة عن اوفا بـ 13 حلقة.
و كانت الحلقة الأخيرة من اوجاماجو دوريمي نايشو عبارة فتاة تدعى فامي اتت من عالم المستقبل لترى جدتها دوريمي التي ستكون جدتها في المستقبل. وتم لاحقاً إنشاء مانجا خاص بفامي وهو استكمال لاوجاماجو ولكن باسم اوجاماجو فامي أو سحر فامي.
فكانت الحلقة 13 من اوجاماجو دوريمي نايشو هي آخر حلقة تعرض على شكل انمي ولم تشهد الايام القادمة أي عرض جديد عن الانمي.

## رواية اوجاماجو دوريمي
بعدما توقف الانمي عام 2005 لم يكن هناك أي عرض من مانغا أو انمي أو غيره ولكن في نهاية عام 2011 بشهر ديسمبر قام ميدوري كيرياما بكتابة رواية اوجاماجو دوريمي 16، وهي رواية خفيفة ولا يعتقد بأنها رسمية وستكون على شكل انمي وتتحدث رواية عن عودة الاصدقاء بعد ثلاث سنوات من الفراق حيث سيكونوا عندها في المرحلة الثانوية.
الرواية هي عبارة فقط عن كلام أي نقراها على أنها قصة ولكن توجد صورة لكل صفحة فكما نقراً قصة في كتاب توجد فقط صورة في الصفحة الواحدة، وهذا يعني ان الرواية مختلفة عن المنغا، فالمنغا تكون لكل صورة كلام اما الرواية كلام بعدة صفحات مع وجود فقط عدد قليل من الصور المختصرة عن الرواية.
اما الرواية فهي تتتكم عن: ففي السنوات الثلاث السابقة بعدما افترقت الصديقات الستة بقيت دوريمي وحيدة (دوريمي تتحدث): ولكنني استطعت في خلال السنوات الثلاث الماضية ان التقي في بعض الأحيان بهازوكي في أيام الاجازات وازورها في منزلها وتزورني هي أيضاً، وكنت أيضاً آلبي دعوات آي - شان (آيكو) في زيارتها في اوساكا أو هي تزورني في مدينة ميسورا وقد توفي جدها قبل عامين، اما اونبو فكان نادراً جدا بأن التقي بها وانقطعت رسائلي عنها في الايام الأخيرة، اما موموكو فقد كان صعب جداً بأن التقي بها باطبع فهي في أمريكا ولكن هذا لم يمنع ان اتحدث معها عبر البريد الإلكتروني.
و قد اتفق جميع طلاب مدرسة ميسورا الابتدائية ان يأتوا إلى مدرستهم القديمة في وقت الإجازة بعدما وصلوا للمرحلة الثانوية وقد حضر جميع الطلاب القدامى بالفعل ليتذكروا ذكرياتهم الجميلة في هذه المدرسة وقد حضرت المعلمة سيكي معلمة صف 6-1 والمعلمة نيشيزاوا معلمة صف 6-2
و قد كانت المفاجئة هي حضور آيكو سينو للاجتماع، وقد قالت آيكو بأنها ستعود لعيش في مدينة ميسورا حيث سيتم نقل عمل امها إلى مستشفى في ميسورا وسيعود والدها للعمل في شركة والد تاماكي في سيارت الاجرة، لذلك ستدرس آيكو مع دوريمي في المرحلة الثانوية.
و عن سبب تسمية الرواية باسم اوجاماجو دوريمي 16 وذلك بوجود رقم 16 فعلى ما يبدو أنه تم اختيار رقم 16 بسبب ان ابطال الانمي أصبحوا في السن السادسة عشر.
تم إصدار اربع مجلدات كاملة من الرواية وهي 16 الذي يحتوي على ثلاث مجلدات و17 الذي يحتوي على ثلاث مجلدات و18 الذي يحتوي على مجلدين و19 والاخير الذي يحتوي على مجلد واحد .
أعلن ميدوري كيرياما انه ينوي إنتاج انمي جديد للرواية ولكن ذلك يعتمد على المشتريات للرواية والتي يبدو انها لم تحقق الارباح المطلوبة .

## روابط خارجية
- أوجاماجو دوريمي على موقع IMDb (الإنجليزية)
- أوجاماجو دوريمي على موقع ديسكوغز (الإنجليزية)
- أوجاماجو دوريمي على موقع قاعدة بيانات الفيلم (الإنجليزية)